# Petrolina de Goiás
| Petrolina de Goiás                      | Petrolina de Goiás |
| --------------------------------------- | --- |
|                                         | |
| Wappen                                  | Flagge |
| Wappen von Petrolina de Goiás unbekannt | Flagge von Petrolina de Goiás unbekannt                                                                                         |
| Karte                                   | |
|                                         | |
| Basisdaten                              | |
| Staat:                                  | Brasilien (BRA) |
| Verwaltungsgliederung:                  | Mittelwesten |
| Bundesstaat:                            | Goiás (GO) |
| Mesoregion:                             | Zentral-Goiás |
| Mikroregion:                            | Anápolis |
| Angrenzende Gemeinden:                  | Jesúpolis, São Francisco de Goiás, Pirenópolis, Anápolis, Ouro Verde de Goiás, Damolândia, Inhumas, Itauçu, Santa Rosa de Goiás |
| Distanz zu Goiânia:                     | 80 km |
| Geografische Lage:                      | 16° 6′ S, 49° 20′ W |
| Zeitzone:                               | UTC-3 Sommer: UTC-2 |
| Höhe:                                   | 720 m ü. NN |
| Fläche:                                 | 540,451 km² |
| Einwohner:                              | 10.285 |
| Bevölkerungsdichte:                     | 19,0 Einwohner / km² |
| Telefonvorwahl:                         | +55 62 |
| Postleitzahl (CEP):                     | 75480-000 |
| Adresse der Stadtverwaltung:            | Praça Teófilo Vieira Motta, 101 Setor Centro                                                                                    |
| Offizielle Website:                     | |
| Jahrestag:                              | 25. Juni |
| Gemeindegründung:                       | 1958 |
| Politik                                 | |
| Bürgermeister:                          | Danozete Gonçalves Ferreira (PMDB), 2009–2012                                                                                   |
| Vize-Bürgermeister:                     | |

Petrolina de Goiás ist eine brasilianische politische Gemeinde im Bundesstaat Goiás.
Sie liegt westlich der brasilianischen Hauptstadt Brasília und 80 km nördlich von Goiânia, der Hauptstadt des Bundesstaates, in der Mesoregion Zentral-Goiás und in der Mikroregion Anápolis.

## Geographische Lage
Petrolina de Goiás grenzt an die Gemeinden:
- im Norden an Jesúpolis und São Francisco de Goiás
- im Osten an Pirenópolis und Anápolis
- im Südosten an Ouro Verde de Goiás
- im Süden an Damolândia
- im Südwesten an Inhumas und Itauçu
- im Westen Santa Rosa de Goiás